# Arquitectura efímera barroca española

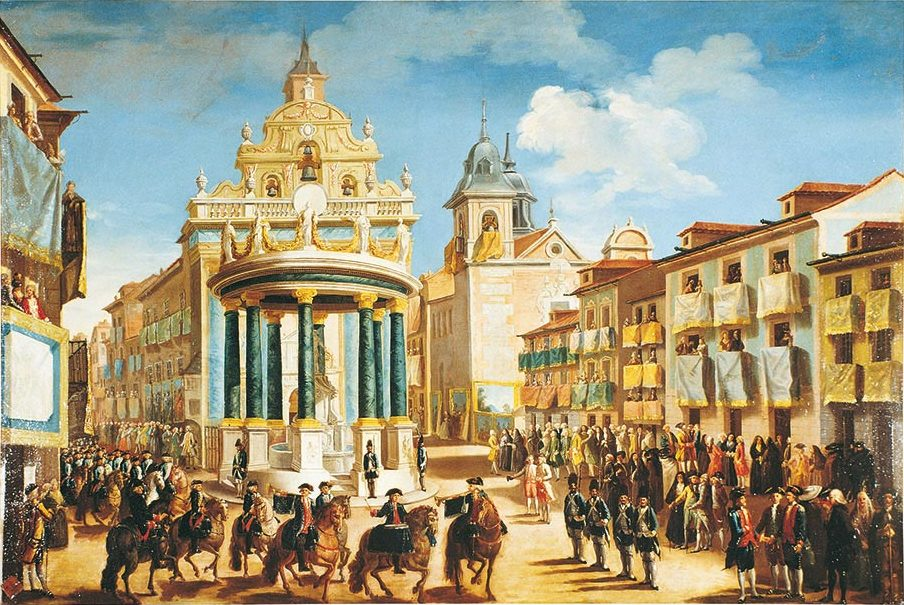
Llegada de Carlos III a Madrid (1759), óleo de Lorenzo Quirós.

La arquitectura efímera tuvo una especial relevancia en el Barroco español, por cuanto cumplió diversas funciones tanto estéticas como políticas, religiosas y sociales. Por un lado, fue un componente indispensable de apoyo a las realizaciones arquitectónicas, efectuado de forma perecedera y transitoria, lo que permitía un abaratamiento de los materiales y una forma de plasmar nuevos diseños y soluciones más atrevidas y originales del nuevo estilo Barroco, que no se podían hacer en construcciones convencionales. Por otro lado, su volubilidad hacía posible la plasmación de un amplio abanico de producciones diseñadas según su diversa funcionalidad: arcos de triunfo para el recibimiento de reyes y personajes de la aristocracia, catafalcos para ceremonias religiosas, túmulos para pompas fúnebres y diversos escenarios para actos sociales o religiosos, como la fiesta del Corpus o la Semana Santa.
Estas realizaciones solían estar profusamente decoradas, y desarrollaban un programa iconográfico que enfatizaba el poder de las clases dirigentes de la época, tanto político como religioso: en el ámbito político exaltaba el poder omnímodo de la monarquía absolutista, mientras que en el religioso loaba el dominio espiritual de la Iglesia contrarreformista. Solían tener un alto componente propagandístico, como vehículos de ostentación de estas clases dominantes, por lo que iban dirigidas principalmente al pueblo, que era el receptor de estas magnas ceremonias y espectáculos. 
Aunque no han quedado vestigios materiales de este tipo de realizaciones, son conocidas gracias a dibujos y grabados, así como a relatos literarios de la época, que los describían con todo lujo de detalles. Muchos escritores y cronistas se dedicaron a este tipo de descripciones, dando lugar incluso a un nuevo género literario, las «relaciones».

## El Barroco: una cultura de la imagen

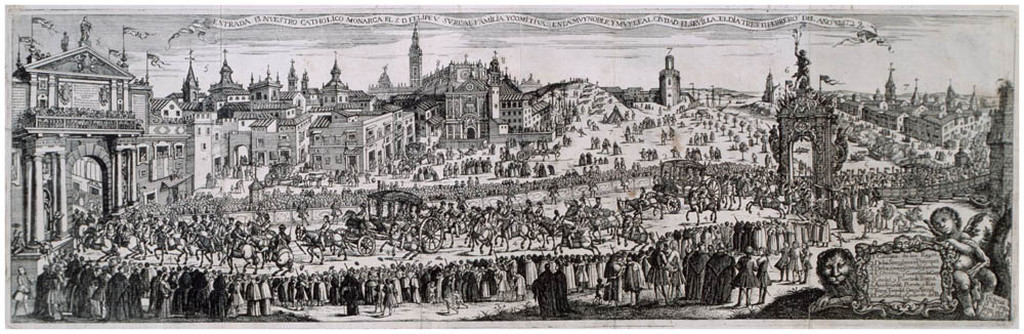
Entrada de Felipe V en Sevilla (1729), grabado de Pedro Tortolero.

La arquitectura es el arte y técnica de construir edificios, de proyectar espacios y volúmenes con una finalidad utilitaria, principalmente la vivienda, pero también diversas construcciones de signo social, o de carácter civil o religioso. El espacio, al ser modificado por el ser humano, se transmuta, adquiere un nuevo sentido, una nueva percepción, con lo que adquiere una dimensión cultural, al tiempo que cobra una significación estética, por cuanto es percibido de forma intelectualizada y artística, como expresión de unos valores socioculturales inherentes a cada pueblo y cultura. Este carácter estético puede otorgar al espacio un componente efímero, al ser utilizado en actos y celebraciones públicas, rituales, fiestas, mercados, espectáculos, oficios religiosos, actos oficiales, eventos políticos, etc.
En el Barroco las artes confluyeron para crear una obra de arte total, con una estética teatral, escenográfica, una puesta en escena que ponía de manifiesto el esplendor del poder dominante (Iglesia o Estado). La interacción de todas las artes expresaba la utilización del lenguaje visual como un medio de comunicación de masas, plasmado en una concepción dinámica de la naturaleza y el espacio envolvente, en una cultura de la imagen.

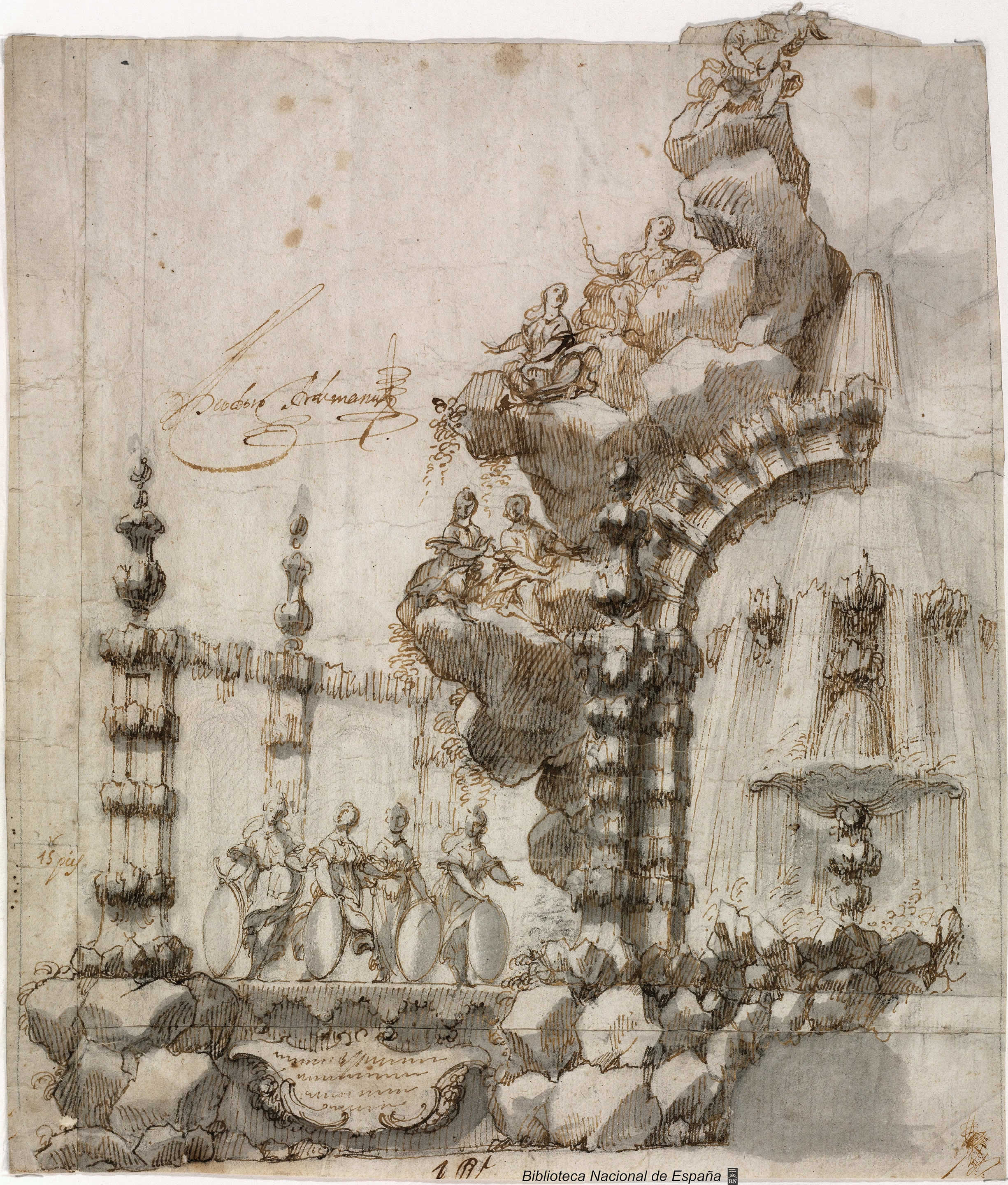
Monte Parnaso, proyecto de decoración efímera con motivo de la entrada de Felipe V en Madrid (1701), de Teodoro Ardemans.

Una de las principales características del arte barroco es su carácter ilusorio y artificioso: «el ingenio y el diseño son el arte mágico a través del cual se llega a engañar a la vista hasta asombrar» (Gian Lorenzo Bernini). Se valoraba especialmente lo visual y efímero, por lo que cobraron auge el teatro y los diversos géneros de artes escénicas y espectáculos: danza, pantomima, drama musical (oratorio y melodrama), espectáculos de marionetas, acrobáticos, circenses, etc. Existía el sentimiento de que el mundo es un teatro (theatrum mundi) y la vida una función teatral: «todo el mundo es un escenario, y todos los hombres y mujeres meros actores» (Como gustéis, William Shakespeare, 1599). De igual manera se tendía a teatralizar las demás artes, especialmente la arquitectura. Era un arte que se basaba en la inversión de la realidad: en la «simulación», en convertir lo falso en verdadero, y en la «disimulación», pasar lo verdadero por falso. No se muestran las cosas como son, sino como se querría que fuesen, especialmente en el mundo católico, donde la Contrarreforma tuvo un éxito exiguo, ya que media Europa se pasó al protestantismo. En la literatura se manifestó dando rienda suelta al artificio retórico, como un medio de expresión propagandístico en que la suntuosidad del lenguaje pretendía reflejar la realidad de forma edulcorada, recurriendo a figuras retóricas como la metáfora, la paradoja, la hipérbole, la antítesis, el hipérbaton, la elipsis, etc. Esta transposición de la realidad, que se ve distorsionada y magnificada, alterada en sus proporciones y sometida al criterio subjetivo de la ficción, pasó igualmente al terreno de la pintura, donde se abusa del escorzo y la perspectiva ilusionista en aras de efectos mayores, llamativos y sorprendentes.
El arte barroco buscaba la creación de una realidad alternativa a través de la ficción y la ilusión. Esta tendencia tuvo su máxima expresión en la fiesta y la celebración lúdica: edificios como iglesias o palacios, o bien un barrio o una ciudad entera, se convertían en teatros de la vida, en escenarios donde se mezclaba la realidad y la ilusión, donde los sentidos se sometían al engaño y el artificio. En ese aspecto tuvo especial protagonismo la Iglesia contrarreformista, que buscaba a través de la pompa y el boato mostrar su superioridad sobre las iglesias protestantes, con actos como misas solemnes, canonizaciones, jubileos, procesiones o investiduras papales. Pero igual de fastuosas eran las celebraciones de la monarquía y la aristocracia, con eventos como coronaciones, bodas y nacimientos reales, funerales, victorias militares, visitas de embajadores o cualquier acontecimiento que permitiese al monarca desplegar su poder para admirar al pueblo. Las fiestas barrocas suponían una conjugación de todas las artes, desde la arquitectura y las artes plásticas hasta la poesía, la música, la danza, el teatro, la pirotecnia, arreglos florales, juegos de agua, etc. Arquitectos como Bernini o Pietro da Cortona, o Alonso Cano y Sebastián Herrera Barnuevo en España, aportaron su talento a tales eventos, diseñando estructuras, coreografías, iluminaciones y demás elementos, que a menudo les servían como campo de pruebas para futuras realizaciones más serias.
Durante el Barroco, el carácter ornamental, artificioso y recargado del arte de este tiempo traslucía un sentido vital transitorio, relacionado con el memento mori, el valor efímero de las riquezas frente a la inevitabilidad de la muerte, en paralelo al género pictórico de la vanitas. Este sentimiento llevó a valorar de forma vitalista la fugacidad del instante, a disfrutar de los leves momentos de esparcimiento que otorga la vida, o de las celebraciones y actos solemnes. Así, los nacimientos, bodas, defunciones, actos religiosos, o las coronaciones reales y demás actos lúdicos o ceremoniales, se revestían de una pompa y una artificiosidad de carácter escenográfico, donde se elaboraban grandes montajes que aglutinaban arquitectura y decorados para proporcionar una magnificencia elocuente a cualquier celebración, que se convertía en un espectáculo de carácter casi catártico, donde cobraba especial relevancia el elemento ilusorio, la atenuación de la frontera entre realidad y fantasía.

## Arquitectura barroca española

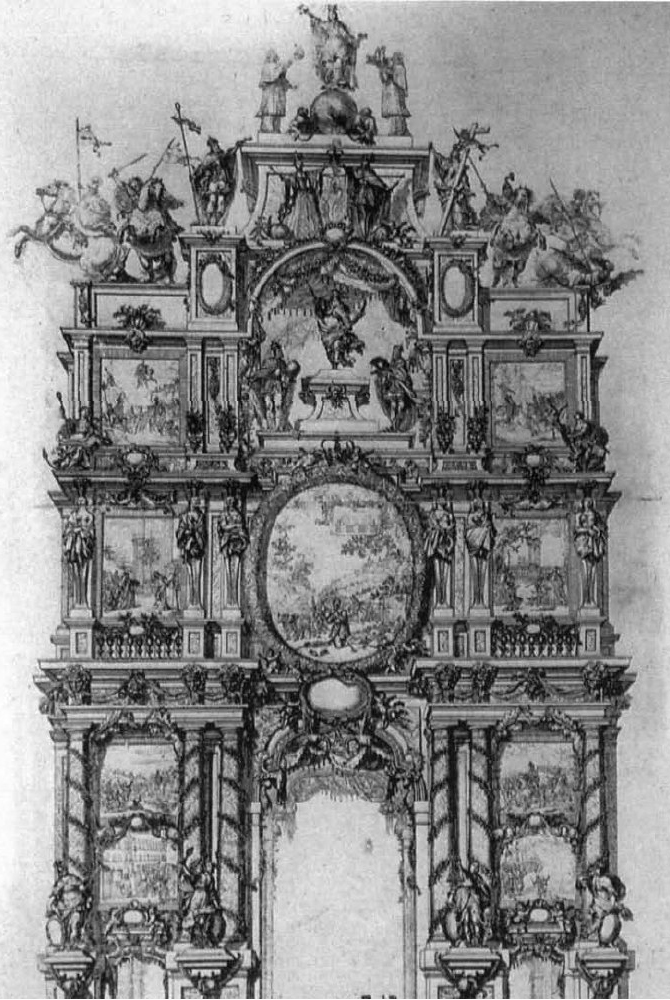
Arco de triunfo para la llegada de María Luisa de Orleans a Madrid (1680), obra de Matías de Torres.

En España, la arquitectura de la primera mitad del siglo XVII acusó la herencia herreriana, con una austeridad y simplicidad geométrica de influencia escurialense. Lo barroco se fue introduciendo paulatinamente sobre todo en la recargada decoración interior de iglesias y palacios, donde los retablos fueron evolucionando hacia cotas de cada vez más elevada magnificencia. En este período fue Juan Gómez de Mora la figura más destacada, con realizaciones como la Clerecía de Salamanca (1617), el Ayuntamiento (1644-1702) y la Plaza Mayor de Madrid (1617-1619). Otros arquitectos de la época fueron Alonso Carbonel, autor del Palacio del Buen Retiro (1630-1640), o Pedro Sánchez y Francisco Bautista, autores de la Colegiata de San Isidro de Madrid (1620-1664).
Hacia mediados de siglo fueron ganando terreno las formas más ricas y los volúmenes más libres y dinámicos, con decoraciones naturalistas (guirnaldas, cartelas vegetales) o de formas abstractas (molduras y baquetones recortados, generalmente de forma mixtilínea). En esta época conviene recordar los nombres de Pedro de la Torre, José de Villarreal, José del Olmo, Sebastián Herrera Barnuevo y, especialmente, Alonso Cano, autor de la fachada de la Catedral de Granada (1667).
Entre finales de siglo y comienzos del XVIII se dio el estilo churrigueresco (por los hermanos Churriguera), caracterizado por su exuberante decorativismo y el uso de columnas salomónicas: José Benito Churriguera fue autor del Retablo Mayor de San Esteban de Salamanca (1692) y la fachada del palacio-iglesia de Nuevo Baztán en Madrid (1709-1722); Alberto Churriguera proyectó la Plaza Mayor de Salamanca (1728-1735); y Joaquín Churriguera fue autor del Colegio de Calatrava (1717) y el claustro de San Bartolomé (1715) en Salamanca, de influencia plateresca. Otras figuras de la época fueron: Teodoro Ardemans, autor de la fachada del Ayuntamiento de Madrid y el primer proyecto para el Palacio Real de La Granja de San Ildefonso (1718-1726); Pedro de Ribera, autor del Puente de Toledo (1718-1732), el Cuartel del Conde-Duque (1717) y la fachada de la Iglesia de Nuestra Señora de Montserrat de Madrid (1720); Narciso Tomé, autor del Transparente de la Catedral de Toledo (1721-1734); el alemán Konrad Rudolf, autor de la fachada de la Catedral de Valencia (1703); Jaime Bort, artífice de la fachada de la Catedral de Murcia (1736-1753); Vicente Acero, que proyectó la Catedral de Cádiz (1722-1762); y Fernando de Casas Novoa, autor de la fachada del Obradoiro de la Catedral de Santiago de Compostela (1739-1750).

## Lo efímero en la arquitectura barroca española

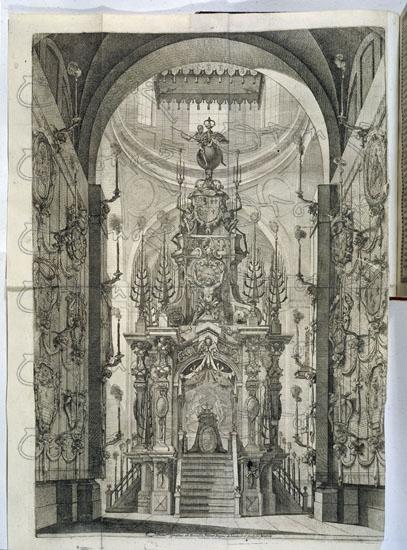
Catafalco para las exequias de María Luisa de Orleans en la iglesia del Real Monasterio de la Encarnación (1689), obra de José Benito de Churriguera.

El esplendor de la arquitectura efímera se produjo en la Edad Moderna, en el Renacimiento y —especialmente— el Barroco, épocas de consolidación de la monarquía absoluta, cuando los monarcas europeos buscaban elevar su figura sobre la de sus súbditos, recurriendo a todo tipo de actos propagandísticos y enaltecedores de su poder, en ceremonias políticas y religiosas o celebraciones de carácter lúdico, que ponían de manifiesto la magnificencia de su gobierno.
Cabe remarcar que si bien este período fue de una cierta decadencia política y económica, en el ámbito cultural fue de un gran esplendor —el llamado Siglo de Oro—, con un magnífico florecimiento de la literatura y las artes. Por otro lado, si bien en el terreno político la monarquía se mostraba resueltamente autoritaria, el modo de gobernar traslucía un fuerte componente populista; mientras que en el ámbito religioso se conjugaba la fe estricta con una visión del mundo de carácter realista y crítico. Estos elementos coadyuvaron la voluntad de un arte cercano al pueblo, que mostrase de forma fácil y directa los aspectos morales e ideológicos que las clases dominantes querían transmitir a sus súbditos. Así, según el historiador José Antonio Maravall, el arte y la cultura barroca era «dirigida», ya que su objetivo era la comunicación; «masiva», ya que se dirigía al pueblo; y «conservadora», ya que buscaba perpetuar los valores tradicionales.
Estas distracciones ayudaban al populacho a sobrellevar sus penurias: según Jerónimo de Barrionuevo, «bien son menester estos divertimentos para poder llevar tantas adversidades». Esta evasión de la realidad lleva a Antonio Bonet Correa a calificar este período de «espacio y tiempo utópicos», ya que no deja de suponer un alivio pasajero a la cruda realidad de la mayoría de la población, sumida en la miseria.
La arquitectura efímera se realizaba generalmente con materiales pobres y perecederos, como madera, cartón, tela, estuco, caña, papel, estopa, cal o escayola, que sin embargo quedaban realzados por la monumentalidad de las obras y por sus diseños originales y fantasiosos, así como por la suntuosidad de la decoración ornamental. Eran obras donde participaban tanto la arquitectura como la escultura, la pintura y las artes decorativas, y donde cobraba especial relevancia la escenografía. Se podía realizar tanto en el interior de edificios —generalmente templos religiosos— como en las calles de pueblos y ciudades, a través de numerosas tipologías constructivas, como arcos de triunfo, castillos, pórticos, templetes, catafalcos, pabellones, galerías, columnatas, logias, edículos, pirámides, obeliscos, pedestales, baldaquinos, tramoyas, altares, doseles, etc. También tenían relevancia las esculturas, tapices, telas y pinturas; estas últimas a menudo representaban arquitecturas fingidas o paisajes, siendo habitual la representación de «parnasos», montes con vegetación, ríos y fuentes en los que figuraban dioses, musas y personajes históricos. Otros elementos decorativos eran enramadas, tapices florales, guirnaldas, cornucopias, espejos, candelabros, escudos y banderas. Además de todo ello, hay que tener en cuenta elementos móviles como carruajes o pasos de procesiones, séquitos y comitivas, mascaradas, mojigangas, juegos de cañas y autos de fe, además de otros elementos como fuegos artificiales, corridas de toros, naumaquias, justas y simulacros bélicos, música, danza, teatro y otros géneros del espectáculo.

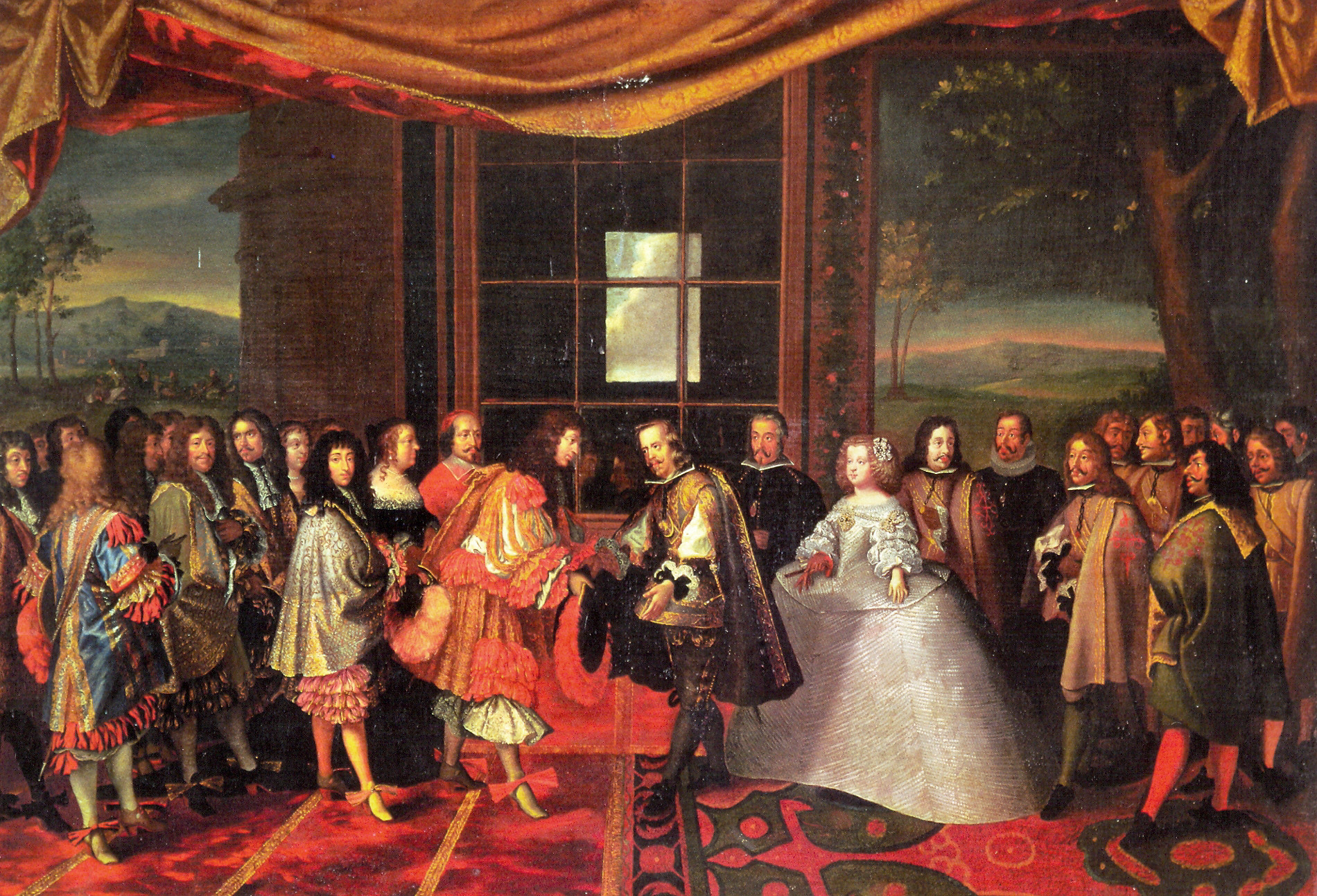
Entrevista entre Luis XIV y Felipe IV en la Isla de los Faisanes (1659), con estructuras efímeras diseñadas por Diego Velázquez.

Quizá el elemento más emblemático de la arquitectura efímera barroca era el túmulo funerario, ya que significaba más que ningún otro la concepción de lo transitorio, la fugacidad de la vida, que se traduce en la fugacidad de la fiesta, de la celebración efímera. Las pompas fúnebres representan, al igual que la arquitectura efímera, el azar, el vacío, lo fugaz de la existencia, contraponiendo la temporalidad corporal a la inmortalidad del alma. Son por ello frecuentes en la decoración de túmulos y catafalcos las referencias a la muerte, a través de esqueletos, calaveras, relojes de arena, cirios y otros elementos alusivos al fin de la existencia humana. La evolución tipológica de los túmulos derivó de los catafalcos tipo monumento heredados del Renacimiento manierista a los catafalcos tipo pira del pleno Barroco, de planta turriforme y templete con cúpula, derivando hacia finales del Barroco en catafalcos tipo baldaquino; ya a finales del siglo XVIII evolucionarían al catafalco tipo obelisco, de corte neoclásico. Cabe señalar que los túmulos funerarios estaban reservados a la familia real, hasta que en 1696 Carlos II aprobó su apertura a miembros de la aristocracia y la jerarquía eclesiástica.
Muchos arquitectos utilizaron la arquitectura efímera como banco de pruebas para fórmulas y soluciones originales y más audaces que en la arquitectura convencional, que luego probaban en realizaciones estables, con lo que esta modalidad ayudó poderosamente al progreso de la arquitectura española. Algunos de los arquitectos de más renombre efectuaron este tipo de obras, como Juan Gómez de Mora, Pedro de la Torre, José Benito Churriguera, Alonso Cano, José del Olmo y Sebastián Herrera Barnuevo. Incluso artistas de renombre intervinieron en este tipo de obras, como El Greco, en el diseño del túmulo de Margarita de Austria-Estiria (1612); Rubens, en la entrada del cardenal-infante Fernando de Austria en Amberes en 1635; Velázquez, en la decoración de los esponsales de Luis XIV y María Teresa de Austria, en la Isla de los Faisanes (1660); o Murillo, en la celebración de la Inmaculada Concepción en Sevilla (1665).

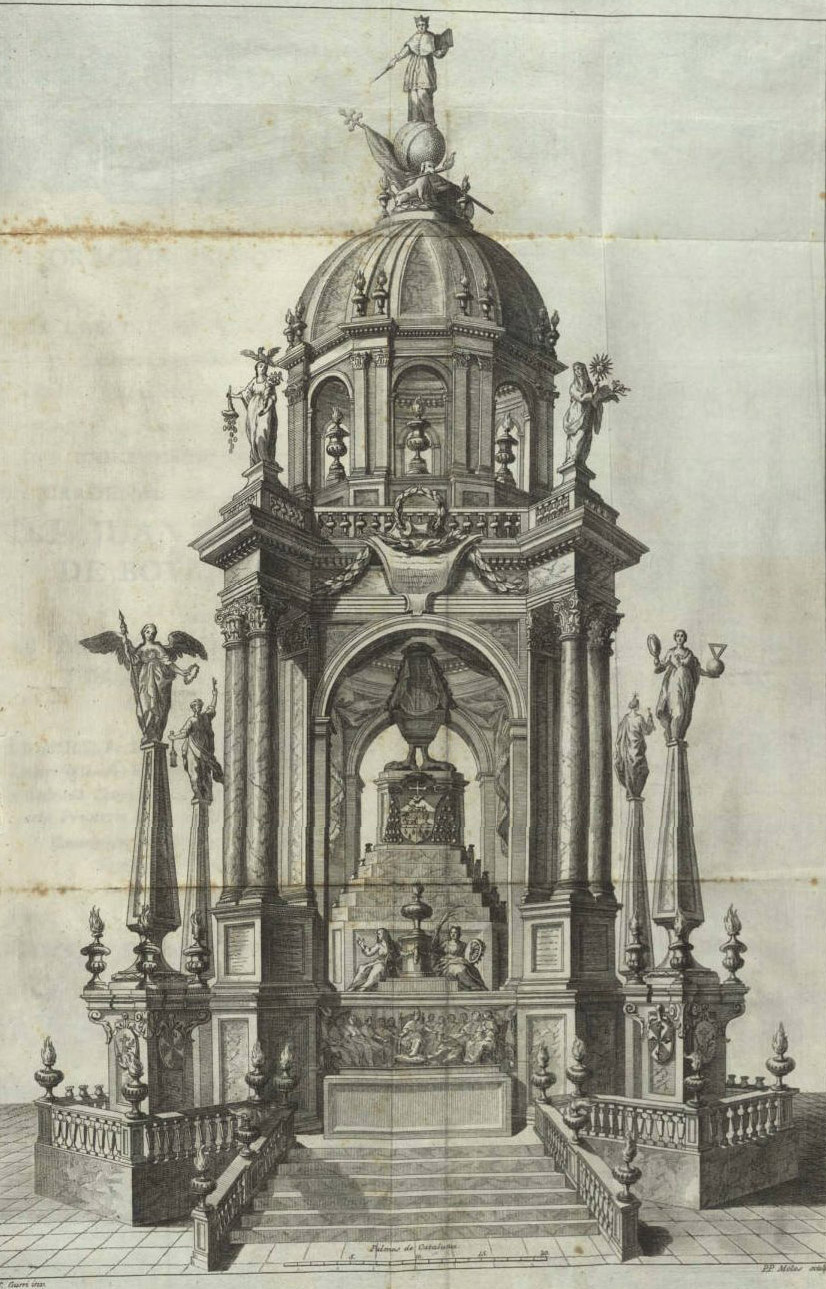
Túmulo del cardenal Juan Tomás de Boxadors, convento de Santa Catalina (Barcelona), obra de Salvador Gurri (1781); grabado de Pere Pasqual Moles.

Cualquier evento era adecuado para la celebración efímera: los monarcas celebraban de forma fastuosa cada hecho relevante en sus vidas, como nacimientos, bautizos, onomásticas, bodas, ceremonias de entronización, visitas a ciudades, victorias militares, acuerdos diplomáticos, funerales, etc. En cuanto a las celebraciones religiosas, destacaban las del Corpus Christi y Semana Santa, celebradas con procesiones, viacrucis, rogativas, misas colectivas y autos sacramentales, donde se solían montar grandes tramoyas para los festejos, y junto a las procesiones religiosas se añadían elementos folclóricos como máscaras, mojigones, fanfarrias, gigantes y cabezudos. También formaban parte de las celebraciones efímeras los llamados Monumentos de Semana Santa que se montaban con gran pomposidad en el interior de los templos e iglesias (el caso de la Catedral de Sevilla es en el barroco el ejemplo más paradigmático). Otras celebraciones estuvieron motivadas por actos puntuales, generalmente canonizaciones, como la de Luis Bertrán en 1608, Francisco Javier, Ignacio de Loyola, Isidro Labrador y Teresa de Jesús en 1622, Tomás de Villanueva en 1658, Francisco de Borja en 1671 o Pascual Baylón en 1690; o bien decretos pontificios, como el breve de Alejandro VII en que reconocía la Inmaculada Concepción de la Virgen (1662). Una especial significación tuvo la canonización de Fernando III en 1671, ya que aglutinó en un mismo interés a Iglesia y monarquía, conjugando los valores de las clases dirigentes del Antiguo Régimen.
El mecenazgo de la monarquía y la Iglesia comportó un cierto soporte a profesionales de la arquitectura, las artes plásticas y decorativas y la artesanía, que contaban así con encargos laborales en una época de crisis económica en que había escaso trabajo a nivel civil. Por otro lado, la arquitectura efímera llegó a un nivel de popularidad que otorgaba un gran prestigio al profesional que la realizaba: así el concurso celebrado para la adjudicación de las exequias de María Luisa de Orleans en 1689, ganado por un desconocido hasta entonces José Benito de Churriguera, sirvió a este para lanzar con gran éxito su carrera profesional.
Cabe señalar que de estas realizaciones efímeras no han quedado vestigios materiales, y son solo conocidas por grabados y dibujos, y por relatos escritos que describían pormenorizadamente todos los detalles de estas celebraciones. Dichos relatos dieron origen a un nuevo género literario, el de las «relaciones», las cuales tienen como principal referente de partida a Juan Calvete de Estrella, autor de El túmulo Imperial, adornado de historias y letreros y epitaphios en prosa y verso latino (1559). Esta literatura abundaba en descripciones minuciosas de los eventos celebrados por la monarquía y la Iglesia, con especial énfasis en los elementos simbólicos, plasmados a menudo en jeroglíficos y escudos, cuyos lemas, generalmente en latín, traducían al castellano en verso. Por otro lado, estas crónicas no dejaban de traslucir los valores políticos, sociales y morales que abanderaban los poderosos personajes que patrocinaban estos fastos.
En el siglo XVIII siguieron las mismas tipologías festivas, ya que los Borbones mantuvieron los mismos protocolos y repertorios de celebraciones y solemnidades. La evolución en las arquitecturas efímeras fue principalmente estilística, sobre todo a partir del primer tercio del siglo, en que el fomento de la Academia de Bellas Artes de San Fernando promovió las líneas clasicistas, en un movimiento que sería bautizado como neoclasicismo. Por otro lado, el auge de la Ilustración comportó la disminución de los grandes fastos religiosos de signo contrarreformista. Los nuevos eventos tenían un carácter más didáctico, con una distinción más clara entre lo sacro y lo profano, y cobraron mayor relevancia la música y la ópera.

## Principales realizaciones

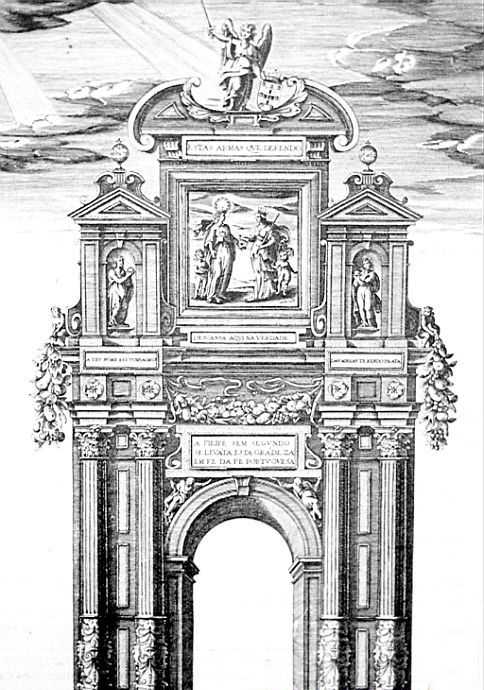
Arco triunfal para la llegada de Felipe III a Lisboa (1619).

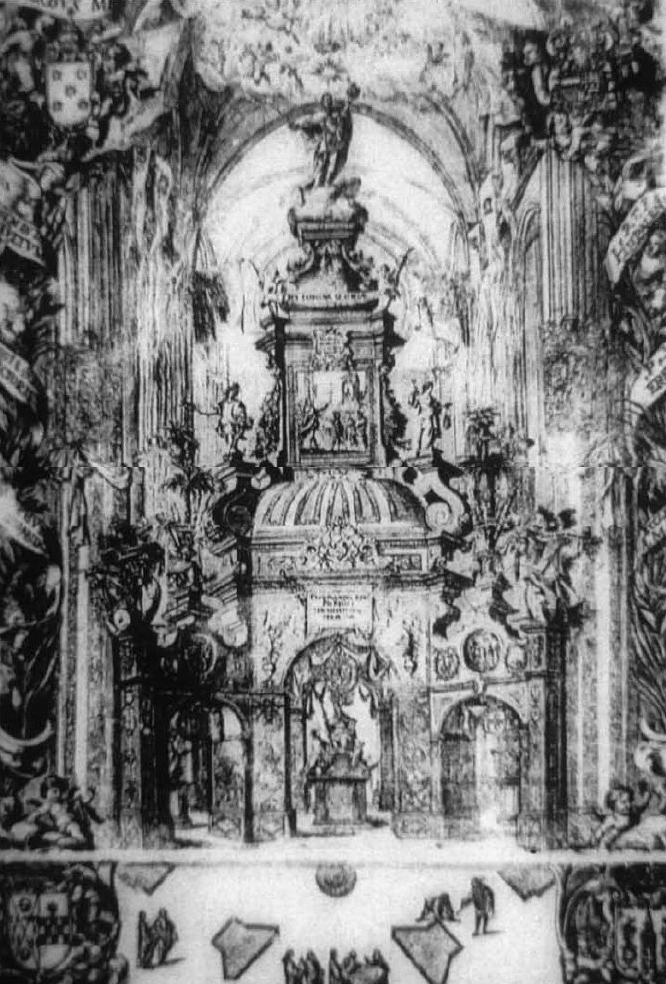
Monumento al Triunfo de San Fernando en el trascoro de la Catedral de Sevilla (1671), obra de Bernardo Simón de Pineda.

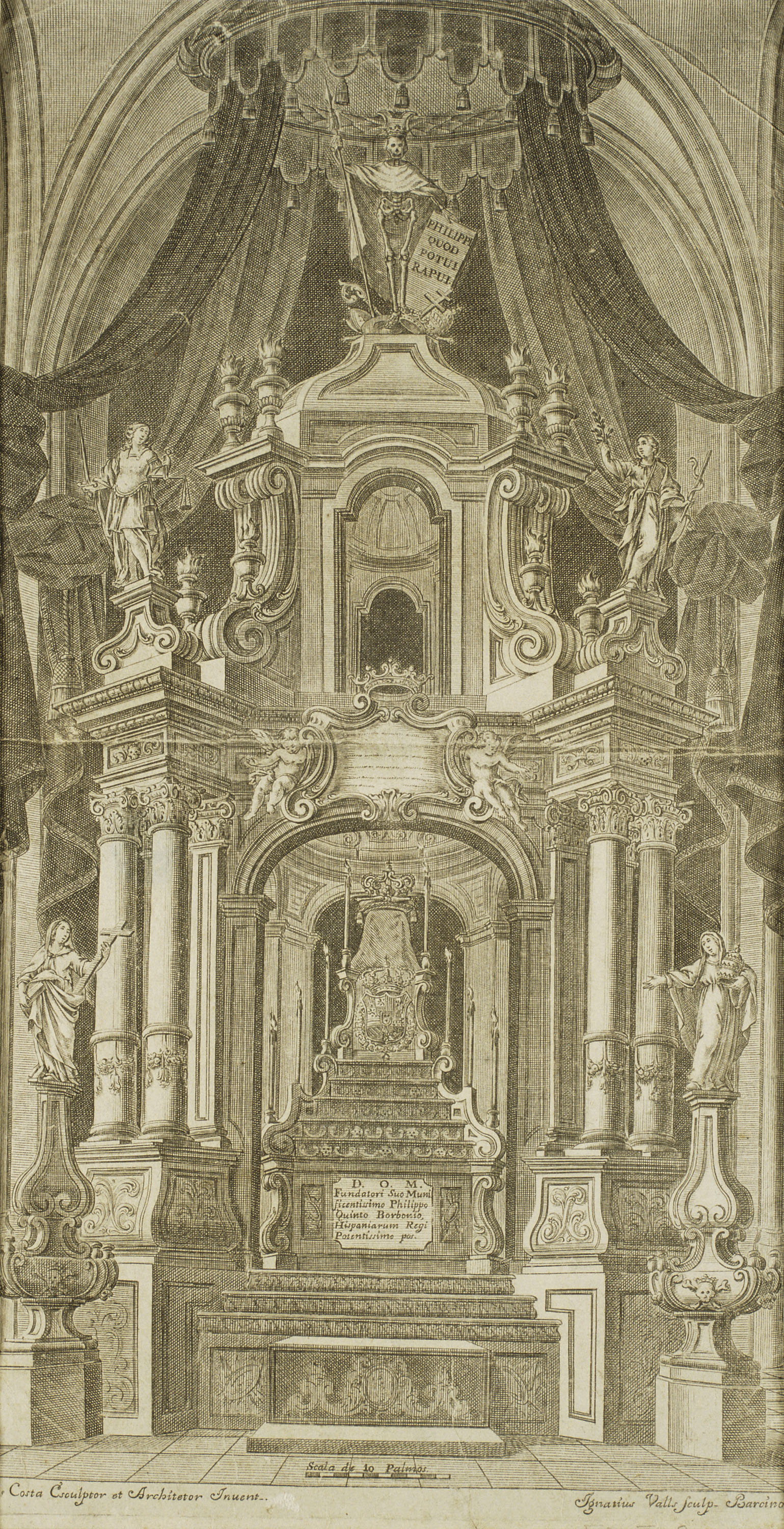
Túmulo de Felipe V en la Universidad de Cervera (1746), grabado de Ignacio Valls por dibujo de Pere Costa.

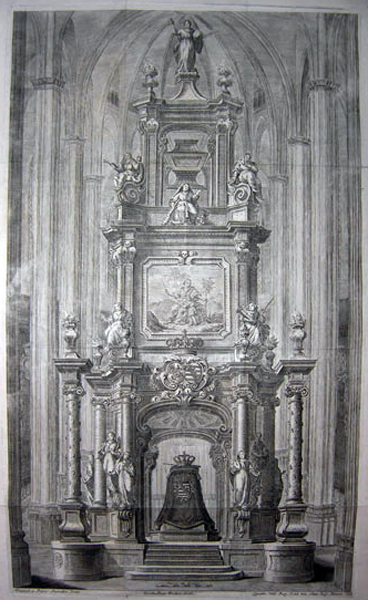
Túmulo de la reina María Amalia en la Catedral de Barcelona (1761), obra de Manuel y Francesc Tramulles.

- Entrada de Felipe III en Lisboa (1619): fue homenajeada con la construcción de trece arcos de triunfo, costeados por los gremios de la ciudad, decorados con dioses y héroes mitológicos, figuras alegóricas y referencias literarias tomadas de autores clásicos como Ovidio o Virgilio, o bien de Dante y de textos bíblicos, además de escudos y emblemas de carácter simbólico. Los arcos traslucían un estilo arquitectónico de reminiscencias manieristas, inspirado en la obra de Serlio y Vignola.[33]

- Entrada de Mariana de Austria en Madrid (1649): fue planificada por Alonso Cano, quien construyó cuatro arcos de triunfo dedicados a los cuatro principales continentes y los cuatro elementos, en esta relación: Europa-Aire, Asia-Tierra, África-Fuego y América-Agua. Construyó también una portada noble en el Buen Retiro, sobre pedestales de piedra berroqueña, con seis columnas de orden dórico y cornisas decoradas con castillos y leones. Junto a esta portada, sobre la fuente del Olivo del Prado Viejo de San Jerónimo, se levantó un Monte Parnaso con dos cumbres, una presidida por Hércules-Sol y otra por Pegaso, con Apolo en el centro y nueve estatuas dedicadas a las musas y a poetas españoles.[34]

- Reconocimiento de la Inmaculada Concepción en Valencia (1662): se celebró durante medio año con mascaradas y cabalgatas, y se construyeron por toda la ciudad altares provisionales, algunos con tramoyas que arrojaban copos de algodón simulando la nieve, en alusión a la pureza de la Virgen.[35] Uno de los más elaborados se situó en la Facultad de Filosofía, cubierto de tapices y bordados de seda y oro, coronado por una alegoría del Triunfo de la Iglesia, flanqueada por el papa Alejandro VII y el arzobispo de Valencia, Martín López de Ontiveros.[36]

- Celebración de la Inmaculada Concepción en Sevilla (1665): fue diseñada por Bartolomé Esteban Murillo, y celebrada en la iglesia de Santa María la Blanca, en cuyo exterior se colocaron dos arcos de triunfo, uno dedicado al Misterio de la Inmaculada Concepción y otro al Triunfo de la Eucaristía, junto a un perímetro acotado cubierto de toldos y ocupado por altares decorados con temas marianos. En la puerta de la iglesia se colocó un gran cuadro de la Virgen de Juan Valdés Leal.[19]

- Canonización de Fernando III (1671): se celebró en Sevilla, ciudad reconquistada por el santo rey, cuya catedral fue adornada por diversos monumentos y emblemas realizados por Bernardo Simón de Pineda, en colaboración con el pintor Juan Valdés Leal y el escultor Pedro Roldán. Se engalanó todo el conjunto catedralicio hispalense con lienzos pintados, incluida la Giralda y el Patio de los Naranjos; se ornamentaron todas las capillas, y en el trascoro se erigió un arco de triunfo con la efigie del homenajeado en el coronamiento, rodeado de figuras alegóricas; además, en el retablo del sagrario se colocó una tramoya con una pintura de Murillo. Este conjunto de monumentos ejerció una notable influencia en la arquitectura de la época, que perduró hasta el reinado de Felipe V, como expresión de un Barroco netamente español, de formas dinámicas y profusamente decorativas. Cabe señalar que los diseños para este evento fueron impresos en una “relación” escrita por Fernando de la Torre Farfán, considerado el más bello libro impreso en la España del Barroco.[37]

- Entrada de María Luisa de Orleans en Madrid (1680): fue organizada por Claudio Coello y José Jiménez Donoso con ayuda de Matías de Torres y Francisco Solís entre otros pintores, José Ratés y José Acedo en lo arquitectónico y Pedro Alonso de los Ríos, Enrique de Cardona y Mateo Rodríguez, encargados de los trabajos de escultura, entre otros muchos artistas. Se levantaron cinco arcos de triunfo, en la calle del Prado, Italianos, Puerta del Sol, Puerta de Guadalajara y Santa María, junto a pórticos, fuentes y esculturas decorativas en el Retiro, San Felipe, plaza de la Villa y plaza de Palacio.[38] Todos los elementos eran muy recargados ornamentalmente, en una apoteosis del Barroco más decorativista, con abundancia de motivos vegetales y pétreos.[19]

- Catafalco de María Luisa de Orleans en Madrid (1689): obra de José Benito de Churriguera, su diseño sirvió de modelo para los túmulos funerarios hasta bien entrado el siglo XVIII.[39] Se situó en la iglesia del Real Monasterio de la Encarnación de Madrid, y estaba formado por una alta plataforma con cuatro graderías de escaleras, sobre la que se elevaban dos cuerpos con una profusa decoración de molduras, follajes, tarjas y estípites, así como diversas esculturas de figuras alegóricas e imágenes de la difunta.[40]

- Catafalco de Carlos II en Barcelona (1700): obra de Josep Vives, era un túmulo turriforme con una base ochavada con escudos sostenidos por águilas y leones, sobre la que se elevaba una pirámide escalonada ornamentada con calaveras y roleos, y rematada por un baldaquino hexagonal con los emblemas reales.[41] El programa iconográfico constaba de alegorías de los reinos hispánicos (Castilla, Aragón, Cataluña, Indias, Milán, Nápoles, Sicilia, Flandes), los cuatro continentes (Europa, América, África, Asia), los cuatro principales ríos de la península ibérica (Ebro, Duero, Tajo, Guadalquivir), las virtudes teologales (Fe, Esperanza, Caridad) y cardinales (Prudencia, Justicia, Fortaleza, Templanza), la Victoria y el Ave Fénix.[42]

- Túmulo de Luis XIV en Barcelona (1715): obra de Josep Vives, tenía planta cuadrada con pedestales en los ángulos, coronados con estatuas, volutas y florones, representando a las Virtudes con ángeles que aguantaban un retrato del difunto, todo coronado por un baldaquino con la corona real.[43]

- Entrada de Felipe V en Sevilla (1729): celebró la llegada del monarca, que convirtió la ciudad andaluza en sede de la corte durante cinco años. La ciudad se engalanó con colgaduras, pinturas y tapices, y diversas construcciones como pirámides y arcos de triunfo, así como estatuas de héroes mitológicos, unas columnas de Hércules con una león que arrojaba agua por la boca y un Coloso de Rodas bajo el que pasaba un barco.[44]

- Nombramiento arzobispal del cardenal-infante Luis de Borbón (1742): se desarrolló en Sevilla, donde se organizó una mascarada y un desfile de carruajes ornamentados, además de fuegos artificiales, la iluminación de la Giralda y el surgimiento de vino de las fuentes del palacio episcopal durante tres días.[45]

- Catafalco de Felipe V en Madrid (1746): obra de Juan Bautista Sacchetti, presentaba un basamento con dos escalinatas con balaustradas que representaban las figuras de Neptuno y Cibeles, sobre el que se elevaba un templete de aspecto aéreo y diáfano, decorado con esqueletos. Inspirado en la obra de la familia italiana de escenógrafos Galli Bibbiena, su estilo se enmarca en un Barroco más clasicista y de filiación internacional, alejándose del Barroco hispano heredado de la centuria anterior.[46]

- Túmulo de Felipe V en Cervera (1746): obra de Pere Costa, se erigió en la capilla de la Universidad de Cervera. Tenía un zócalo octogonal, a cuyos costados figuraban unas pirámides con alegorías de la Teología, el Derecho Canónico, la Filosofía y las Matemáticas; en la cornisa se representaban el Derecho Civil, la Medicina, la Poesía y la Retórica; en el coronamiento había una figura de la Muerte pisando coronas y cetros, y un escudo con la inscripción Philippi quod potui rapui, alusiva a que la Muerte le arrebataba su mortalidad, pero no sus hazañas inmortales.[47]

- Proclamación de Fernando VI en Sevilla (1747): se festejó con una procesión de ocho carros engalanados, realizados en madera y recubiertos de estuco, con decoración de vivos colores. El primer carro era el Pregón de la Máscara, seguido del de la Común Alegría, cuatro dedicados a los cuatro elementos, el de Apolo y el de los Reyes, que llevaba los retratos de los nuevos monarcas.[48]

- Llegada de Carlos III a Barcelona (1759): para su llegada al puerto se construyó un puente, una escalera y un arco triunfal, decorados con figuras de la mitología marina y alegorías astrológicas. A continuación había diversos arcos con representaciones de la historia de la ciudad, aludiendo a su mítica fundación por Hércules. En la Lonja de Mar se situó una gran pantalla que representaba el sistema solar, poniendo al rey como centro del universo. Se realizó también una mascarada y una procesión de cinco carros que recorrieron la ciudad durante tres noches, decorados con una estética rococó.[49]

- Llegada de Carlos III a Madrid (1759): se construyeron diversas estructuras a cargo del arquitecto de moda del momento, Ventura Rodríguez, con la colaboración del escultor Felipe de Castro; las inscripciones de las telas ornamentales fueron redactadas por Pedro Rodríguez de Campomanes y Vicente Antonio García de la Huerta. Las calles de Madrid fueron ornamentadas con tapices y colgaduras, de vivos colores como dorados, azules pasteles y lapislázulis; en la Puerta del Sol se construyó un templo rotondo (tholos), con imitaciones de jaspe para las columnas, de bronce en basas y capiteles y de mármol en cornisas y pedestales; en la calle Carretas se erigió un arco de triunfo, decorado con relieves y trofeos; otro arco se situó en la calle Mayor, con representaciones alusivas a la piedad y liberalidad del rey, junto a una doble galería de orden compuesto que agradecía al nuevo monarca la suspensión de las deudas tributarias. Todos estos ornatos se diseñaron en un estilo más sobrio que el habitual, apuntando ya al neoclasicismo de finales de siglo, aunque su concepción era todavía básicamente barroca.[50]

- Túmulo de la reina María Amalia de Sajonia en Barcelona (1761): realizado en la Catedral, fue obra de Manuel y Francesc Tramulles. En la fachada se colocó un portal barroco con cartelas y símbolos mortuorios, así como una alegoría de Cataluña en duelo. En el interior se situaron escudos de los reinos de la Monarquía Hispánica, Sajonia y los cuatro continentes. En el trascoro se emplazó un portal con una alegoría de Barcelona en forma de ninfa llorosa. Por último, entre el coro y el presbiterio se instaló un mausoleo, que presentaba un cuerpo bajo con alegorías de Tarragona, Tortosa, Lérida, Gerona, Vich, Manresa, Mataró y Cervera; en los intercolumnios había esculturas del Dolor, el Amor, la Lealtad y la Gratitud y, en el centro, el féretro real con cetro y corona; en el segundo cuerpo figuraban unas esculturas sedentes de la Generosidad, la Constancia, la Inteligencia y la Obediencia; en el cuerpo superior, la Caridad, la Religión, la Humildad, la Oración y, en el centro, Barcelona; por último, en el coronamiento, la Felicidad Eterna.[51]